# Budikovany
Budikovany é um município da Eslováquia, situado no distrito de Rimavská Sobota, na região de Banská Bystrica. Tem 3,33 km² de área e sua população em 2018 foi estimada em 59 habitantes.

## Demografia
| Ano:        | 1994 | 2004    | 2014 | 2024    |
| ----------- | ---- | ------- | ---- | ------- |
| Broj ljudi: | 69   | 59      | 59   | 66      |
| Razlika:    |      | -14,49% | +0%  | +11,86% |

| Ano:               | 2023 | 2024   |
| ------------------ | ---- | ------ |
| Número de pessoas: | 65   | 66     |
| Diferença:         |      | +1,53% |